# Carlos Franchi
Pour les articles homonymes, voir Franchi.
Carlos Franchi (né à Jundiaí le 15 août 1932 - mort à Campinas le 25 août 2001) est un linguiste, professeur, avocat et homme politique brésilien. Il était professeur émérite à l'Université d'État de Campinas, où il a été, avec Rodolfo Ilari, Haquira Osakabe et Carlos Vogt, l'un des fondateurs de l'Institut d'Études du Langage. Il a été président de l'Association Brésilienne de Linguistique de 1977 à 1979 et, en tant que politicien, il a été conseiller au conseil municipal de Jundiaí de 1960 à 1963,.